# Педро Бенитез (фудбалер, 1901)
Педро Мануел Бенитез Арполда (12. јануар 1901 — 31. јануар 1974) био је парагвајски фудбалски голман. 1930. године је играо на ФИФА-ином светском купу у Уругвају, за парагвајски тим. 1932. одиграо је 9 утакмица у клубу Атлетико Атланта, у аргентинској Првој лиги. Тај клуб је тих година уговорио комплетан тим парагвајских фудбалера.